# Monique Clavel-Lévêque
Monique Clavel-Lévêque (12 d'agost del 1936) és una historiadora francesa, especialitzada amb l'antiga Roma, de la qual ha investigat sobretot l'economia de l'Imperi romà.
És professora d'història antiga a la Universitat de Besançon, i membre de Centre de Recherches d'Histoire Anciennes d'aquesta universitat. Entre les seves investigacions hi ha la història i l'arqueologia de la ciutat de Béziers.
Al febrer de 1979, va ser una dels 34 signataris de la declaració redactada per Léon Poliakov i Pierre Vidal-Naquet per desmuntar la retòrica negacionista de Robert Faurisson.
Entre els seus treballs destaquen els referents als cadastres grecs i romans. Les seves investigacions sobre l'Antiga Grècia s'han centrat a Marsella i Hérault, regnes de l'Euxí (mar Negre) i Caucas, entre d'altres.
És la vídua de l'historiador i hel·lenista Pierre Lévêque, que va morir al 2004.

## Treballs[5]
- Les Belles Lettres. Béziers et son territoire dans l'Antiquité (en francès). Annales littéraires de l'Université de Besançon. Centre de recherches d'histoire ancienne, 1970.
- —;Monique Clavel-Lévêque; Pierre Lévêque. Armand Colin. Villes et structures urbaines dans l'Occident romain (en francès), 1971 (U2).
- Laffitte. Marseille grecque. La dynamique d'un impérialisme marchand (en francès), 1977.
- Monique Clavel-Lévêque (dir.). éditions du CNRS. Cadastre et espace rural: approches et réalités antiques (en francés), 1983. ISBN 2-222-03165-6.
- —;Clavel-Lévê, Monique; Lorcin, Marie-Thérèse; Lemarchand, Guy. Éditions sociales. Les Campagnes françaises: titre=précis d'histoire rurale (en francès). 6, 1983 (Comprendre). ISBN 2-209-05545-8.
- Éditions du CNRS. L'Empire en jeux: espace symbolique et pratique sociale dans le monde romain (en francès), 1984. ISBN 2-222-03527-9.
- Les Belles Lettres. Puzzle gaulois. Les Gaules en mémoire : images, textes, histoire (en francès), 1989 (Annales littéraires de l'université de Besançon: Centre de recherches d'histoire ancienne). ISBN 2-251-60396-4.
- Monique Clavel-Lévêque (dir.); Plana-Mallart, Rosa. Presses universitaires de Franche-Comté. Cité et Territoire (en francès). I, 1995 (Espaces et Paysages). ISBN 2-251-60565-7.
- Jouffroy, Isabelle; Savoye, Maximilien; Vignot, Anne. Université de Besançon. Le Réseau centurié Béziers B (en francès). 4, 1995 (Espace et Paysages). ISBN 2-251-60542-8.
- Monique Clavel-Lévêque (dir.); Vignot, Anne. Presses universitaires de Franche-Comtés. Cité et Territoire (en francès). II, 1998. ISBN 2-913322-07-7.
- Tsetskhladze, Gocha R. Presses universitaires de Franche-Comté. Pichvnari and its Environs: 6th c BC-4th c AD (en francès), 1999 (Institut des sciences et techniques de l'Antiquit). ISBN 2-913322-42-5.
- Monique Clavel-Lévêque (dir.); Harmon, Ella. Espaces intégrés et ressources naturelles dans l'Empire romain (en francès). 263, 2004 (Institut des sciences et techniques de l'Antiquité). ISBN 2-84867-066-5.
- Monique Clavel-Lévêque (dir.); Tirologos, Georges. Presses universitaires de Franche-Comté. Paysages et cadastres antiques (en francès), 2004 (Institut des sciences et techniques de l'Antiquité). ISBN 2-84867-049-5.
- Monique Clavel-Lévêque (dir.); Bozzarelli, Michel. L'Harmattan. Le Paysage en partage. Mémoire des pratiques des arpenteurs (en francès), 2006 (Histoire, textes, sociétés). ISBN 2-296-011608.
- Fabre. Publications de l'université de Pau. Sociétés et espaces à l'époque romaine. Contributions au débat: titres choisis de Georges Fabre (en francès), 2007. ISBN 2-35311-001-0.
- Monique Clavel-Lévêque (dir.); Ouachour, Fatima; Pimouguet-Pédarros, Isabelle. Presses universitaires de Rennes. Hommes, cultures et paysages de l'Antiquité à la période moderne. 44, 2012 (Enquêtes et Documents (Centre de recherches en histoire internationale et atlantique)). ISBN 978-2-7535-2143-8..
- L'Harmattan. Autour de la Domitienne. Genèse et identité du Biterrois gallo-romain (en francès), 2014 (Histoire, textes, sociétés). ISBN 978-2-343-03912-1.